# Peter Silvester
Peter Silvester (Wokingham, 19 febbraio 1948) è un ex calciatore inglese.

## Carriera
Dopo una carriera nelle serie inferiori inglesi con Reading (di cui sarà eletto miglior giocatore nella stagione 1968-1969), Norwich City, Colchester United e Southend United, Silvester giunse negli Stati Uniti d'America in prestito ai Baltimore Comets nella stagione 1974.
Con gli Comets raggiunse i quarti di finale della competizione ed ottenne il titolo individuale di miglior giocatore del torneo.
Dopo un breve ritorno al Reading in prestito, torna ai Comets, con la stessa formula, per disputare la North American Soccer League 1975 che conclude al quinto ed ultimo posto della Eastern Division.
Inizia la stagione seguente in forza ai San Diego Jaws, nuova denominazione dei Comets, per poi passare ai Vancouver Whitecaps con cui raggiungerà il turno di spareggio del torneo.
Nella stagione 1976-1977 Silvester milita nei Blackburn, partecipante al torneo cadetto inglese, ottenendo il dodicesimo posto finale.
Ritorna in America per giocare con i Washington Diplomats nella North American Soccer League 1977, con cui ottiene il quarto posto della Eastern Division.
Silvester chiuderà la carriera militando nei club inglesi del Cambridge United e del Maidstone Utd.

## Palmarès

### Club

#### Competizioni nazionali
- Second Division: 1

Norwich City: 1971-1972

### Individuale
- NASL Most Valuable Player: 1

1974